# National Steinbeck Center
Pour les articles homonymes, voir Steinbeck.
Le National Steinbeck Center est un musée de Salinas, en Californie, consacré à l'écrivain américain John Steinbeck, qui est né dans cette ville du comté de Monterey en 1902. Il a ouvert en 1998.